# Temporada 1960 de las Grandes Ligas de Béisbol
La Temporada 1960 de las Grandes Ligas de Béisbol se disputó desde el 12 abril al 13 octubre. Fue la última temporada disputada por 16 equipos (8 en cada liga) y la temporada final con un calendario de 154 juegos tanto en la Liga Americana y la Liga Nacional. La Liga Americana comenzó a usar el calendario de 162 partidos la temporada siguiente, y la Liga Nacional en 1962
La temporada finalizó cuando Pittsburgh Pirates derrotaron en la Serie Mundial a New York Yankees en siete juegos.

## Premios y honores
- MVP
  - Roger Maris, New York Yankees (AL)
  - Dick Groat, Pittsburgh Pirates (NL)
- Premio Cy Young
  - Vern Law, Pittsburgh Pirates (NL)
- Novato del año
  - Ron Hansen, Baltimore Orioles (AL)
  - Frank Howard, Los Angeles Dodgers (NL)

## Temporada Regular
| Liga Americana        | Liga Americana | Liga Americana | Liga Americana | Liga Americana | Liga Americana | Liga Americana |
| Equipo                | V              | D              | CTE            | JD             | LOCAL          | VISITA         |
| --------------------- | -------------- | -------------- | -------------- | -------------- | -------------- | -------------- |
| New York Yankees      | 97             | 57             | .630           | -              | 55-22          | 42-35          |
| Baltimore Orioles     | 89             | 65             | .578           | 8              | 44-33          | 45-32          |
| Chicago White Sox     | 87             | 67             | .565           | 10             | 51-26          | 36-41          |
| Cleveland Indians     | 76             | 78             | .494           | 21             | 39-38          | 37-40          |
| Washington Senators   | 73             | 81             | .474           | 24             | 32-45          | 41-36          |
| Detroit Tigers        | 71             | 83             | .461           | 26             | 40-37          | 31-46          |
| Boston Red Sox        | 65             | 89             | .422           | 32             | 36-41          | 29-48          |
| Kansas City Athletics | 58             | 96             | .377           | 39             | 34-43          | 24-53          |

| Liga Nacional         | Liga Nacional | Liga Nacional | Liga Nacional | Liga Nacional | Liga Nacional | Liga Nacional | Liga Nacional |
| Equipo                | V             | D             | CTE           | JD            | LOCAL         | VISITA        |               |
| --------------------- | ------------- | ------------- | ------------- | ------------- | ------------- | ------------- | ------------- |
| Pittsburgh Pirates    | 95            | 59            | .617          | -             | 52-25         | 43-34         |               |
| Milwaukee Braves      | 88            | 66            | .571          | 7             | 51-26         | 37-40         |               |
| St. Louis Cardinals   | 86            | 68            | .558          | 9             | 51-26         | 35-42         |               |
| Los Angeles Dodgers   | 82            | 72            | .532          | 13            | 42-35         | 40-37         |               |
| San Francisco Giants  | 79            | 75            | .513          | 16            | 45-32         | 34-43         |               |
| Cincinnati Reds       | 67            | 87            | .435          | 28            | 37-40         | 30-47         |               |
| Chicago Cubs          | 60            | 94            | .390          | 35            | 33-44         | 27-50         |               |
| Philadelphia Phillies | 59            | 95            | .383          | 36            | 31-46         | 28-49         |               |

## Postemporada
NL Pittsburgh Pirates (4) vs. AL New York Yankees (3)
|                                          |
| Campeón Pittsburgh Pirates Tercer Título |

## Líderes de la liga

### Liga Americana
Líderes de Bateo 
| Categoría           | Jugador       | Equipo | Marca |
| ------------------- | ------------- | ------ | ----- |
| Porcentaje de bateo | Pete Runnels  | BOS    | .320  |
| Cuadrangulares      | Mickey Mantle | NYY    | 40    |
| Carreras Impulsadas | Roger Maris   | NYY    | 112   |
| Carreras Anotadas   | Mickey Mantle | NYY    | 119   |
| Hits                | Minnie Minoso | CHW    | 184   |
| Robo de Bases       | Luis Aparicio | CHW    | 51    |

Líderes de Pitcheo 
| Categoría         | Jugador                 | Equipo  | Marca |
| ----------------- | ----------------------- | ------- | ----- |
| Victorias         | Jim Perry Chuck Estrada | CLE BAL | 18    |
| Derrotas          | Pedro Ramos             | WSA     | 18    |
| ERA               | Frank Baumann           | CHW     | 2.67  |
| Ponches           | Jim Bunning             | DET     | 201   |
| Entradas Lanzadas | Frank Lary              | DET     | 274.1 |
| Juegos salvados   | Johnny Klippstein       | CLE     | 14    |

### Liga Nacional
Líderes de Bateo 
| Categoría           | Jugador     | Equipo | Marca |
| ------------------- | ----------- | ------ | ----- |
| Porcentaje de bateo | Dick Groat  | PIT    | .325  |
| Cuadrangulares      | Ernie Banks | CHC    | 41    |
| Carreras Impulsadas | Hank Aaron  | MLN    | 126   |
| Carreras Anotadas   | Bill Bruton | MLN    | 112   |
| Hits                | Willie Mays | SFG    | 190   |
| Robo de Bases       | Maury Wills | LAD    | 50    |

Líderes de Pitcheo 
| Categoría         | Jugador                    | Equipo  | Marca |
| ----------------- | -------------------------- | ------- | ----- |
| Victorias         | Ernie Broglio Warren Spahn | STL MLN | 21    |
| Derrotas          | Glen Hobbie                | CHC     | 20    |
| ERA               | Mike McCormick             | SFG     | 2.70  |
| Ponches           | Don Drysdale               | LAD     | 246   |
| Entradas Lanzadas | Larry Jackson              | STL     | 282   |
| Juegos salvados   | Lindy McDaniel             | STL     | 27    |